# 루마니아 톱 100
루마니아 톱 100(루마니아어: Romanian Top 100)은 루마니아에서 라디오 주파수를 기준으로 한 음악 싱글 차트이다. 1996년부터 계속되고 있는 주간 차트이며, 빌보드 유럽 부문 및 Music & Media에서 공식 차트로 인정받고 있다.